# Steve Bent
Stephen "Steve" Bent (Londres, 9 de abril de 1961) é um ex-ciclista britânico que competiu em duas provas nos Jogos Olímpicos de 1984.